# Sarcolobus rubescens
Sarcolobus rubescens är en oleanderväxtart som beskrevs av P.I. Forster. Sarcolobus rubescens ingår i släktet Sarcolobus och familjen oleanderväxter. Inga underarter finns listade i Catalogue of Life.